# Martijn Schimmer
Martijn Schimmer (Rotterdam, 21 augustus 1975) is een Nederlands componist, producent en muziekondernemer. Hij is verantwoordelijk voor de leadermuziek van tv-programma's als The voice of Holland, Miljoenenjacht, RTL Nieuws en De Wereld Draait Door.

## Biografie
Schimmer groeide op in Rotterdam. Zijn muzikale belangstelling ontstond op jonge leeftijd. Hoewel hij niet uit een muzikale familie komt, begon hij op 6-jarige leeftijd met drummen op de plaatselijke muziekschool. Later verruilde hij het slagwerk voor toetsinstrumenten.

### Begin van carrière
Schimmer kwam als solo-entertainer in aanraking met Hans van Eijck, die op dat moment verantwoordelijk was voor veel tv-tunes en met hem wilde samenwerken. Schimmers eerste klus was een lied voor een eenmalig tv-gala met de titel Het Leven Begint Bij Een Kind. Dat nummer werd uiteindelijk vertolkt door Anita Meyer en Gordon. Schimmer was op dat moment nog een tiener die bij zijn ouders thuis woonde.
Schimmer zette in 1995 Schimmer Music Productions op. Hij ging een vaste samenwerking aan met Hans van Eijck. Zijn eerste echte tv-tune maakte hij voor het programma Peter R. de Vries, misdaadverslaggever. Dit was een kenmerkende melodie die gehandhaafd bleef totdat het programma in 2012 het scherm verliet. Al vanaf de eerste jaren in het vak was Schimmer bezig met alle facetten van muziekproductie. Hij componeerde, musiceerde en was ook zelf te horen in reclamejingles van Pearle en Heinz Sandwichspread. Tevens zong Schimmer samen met Ingrid Simons het nummer Goede tijden, slechte tijden wat als titelsong diende voor de gelijknamige RTL 4-soap Goede tijden, slechte tijden. Het nummer werd voor de titelsong ingekort. De variant waar Schimmer op te horen is, is alleen op de cd terug te beluisteren.

### Nadruk op filmmuziek
In 1999 gaf regisseur en producent Johan Nijenhuis hem de opdracht de scènemuziek voor de televisieserie Westenwind te schrijven. Dit was zijn eerste grote productie voor Nijenhuis en het begin van een langdurige samenwerking. In 2001 richtte Schimmer zich volledig op muziek voor films en series. De samenwerking met Hans van Eijck werd beëindigd.  Voor veel films van Nijenhuis componeerde Schimmer de muziek, waaronder Costa! en Verliefd op Ibiza.
De samenwerking met Nijenhuis leverde Schimmer zijn grootste commerciële hits op. De veelal op de jongere doelgroep gerichte films bevatte nummers die op cd werden uitgebracht. Schimmer componeerde en produceerde het nummer Ritmo! van Georgina Verbaan voor Costa! Het nummer stond vijftien weken in de Top 40 en bereikte de elfde plaats. Gedurende zijn verdere carrière heeft Schimmer regelmatig nummers geproduceerd in samenwerking met artiesten zoals Gerard Joling, Marco Borsato, Sascha Visser, Chantal Janzen, Ellen ten Damme en Gordon.

### Succesvolle periode
Vanaf 2005 ging Schimmer zich weer richten tot het schrijven van leadermuziek, nadat hij door oude contacten daartoe werd benaderd. In dat jaar componeerde hij de leadermuziek voor De Wereld Draait Door, Eén tegen 100 en de zendervormgeving voor SBS6. Stuk voor stuk waren deze melodieën meer dan tien jaar lang te horen en behoren ze tot Schimmers bekendste werken.
Diverse showprogramma's van SBS6 uit eind jaren nul werden vervolgens door Schimmer voorzien van leadermuziek, zoals Sterren Dansen op het IJs, De Nieuwe Uri Geller en So You Wanna Be a Popstar. Ook voor andere programma's schrijft hij leadermuziek, waaronder nieuwsprogramma's van RTL Nieuws tot Hart van Nederland en Nieuwsuur, en klusprogramma's als Eigen Huis & Tuin en RTL Woonmagazine, en realityprogramma's als Helemaal het einde! en Wegmisbruikers! en kookprogramma's zoals Wie is de Chef?.
Schimmer is oprichter en directeur van SMP Amsterdam en Talents for Brands. Zijn bedrijf groeide rond 2010 uit tot een van de grootste op het gebied van tv-tunes. Inmiddels geeft hij leiding aan een groot team van producers en werkt hij vanuit een studiocomplex in Amsterdam.

### Internationaal succes
De muziek van Schimmer is ook in het buitenland te horen dankzij het succes van de programma's die deze begeleidt. Zo gebruikte een groot aantal buitenlandse producenten van Deal or No Deal zijn muziek. Maar vooral The voice of Holland had een groot aandeel in het internationale succes van de Nederlandse componist. De succesformule van John de Mol was in 150 landen te zien en alle edities gebruikten Schimmers leaderpakket. Ook voor The Voice Senior en The Voice Kids componeerde Schimmer wereldwijd de leadermuziek.
Tegenwoordig wordt Schimmer steeds vaker gevraagd om muziek te componeren voor producties in andere landen. Voor de Bayerischer Rundfunk in Duitsland componeerde hij de hele zendervormgeving, evenals de muziek voor losse programma's zoals de nieuwsrubriek Rundschau.

### Onderscheidingen
In 2012 won Schimmer in Amerika een ASCAP Film and Television Award voor de leadermuziek van The Voice. In Nederland won hij in 2014 een Buma Filmmuziek Award voor Verliefd op Ibiza en in 2016 een Buma Award Televisievormgeving. Als bekroning voor al zijn werk ontving hij in 2019 een Buma Oeuvre Award Multimedia.

## Bekend werk

### Leadermuziek
- 1995 Peter R. de Vries, misdaadverslaggever
- 2003 Miljoenenjacht
- 2005 De Wereld Draait Door
- 2005 Shownieuws
- 2005 Eén tegen 100
- 2005 Keyzer & De Boer Advocaten
- 2006 Hart van Nederland
- 2006 Sterren Dansen op het IJs
- 2008 Popstars
- 2009 Een dubbeltje op zijn kant
- 2010 The voice of Holland
- 2010 Wegmisbruikers!
- 2010 Nieuwsuur
- 2010 In Therapie
- 2011 RTL Woonmagazine
- 2012 Lingo
- 2014 RTL Nieuws
- 2014 Adam Zkt. Eva
- 2014 Pauw
- 2015 Goedemorgen Nederland
- 2018 Zomer in Zeeland
- 2018 Mocro Maffia
- 2020 Jinek

### Idents
- 2005 SBS6
- 2008 BNN
- 2009 NPO Zappelin/NPO Zapp
- 2010 AVRO
- 2014 NH
- 2015 RTL Z
- 2015 MAX
- 2016 RTL Crime
- 2017 Veronica

### Filmscores
- 2001 Costa!
- 2002 Volle maan
- 2003 Pista!
- 2004 Ellis in Glamourland
- 2005 Zoop in Afrika
- 2006 Zoop in India
- 2007 Zoop in Zuid-Amerika
- 2008 Morrison krijgt een zusje
- 2009 SpangaS op Survival
- 2010 Foeksia de Miniheks
- 2012 Zombibi
- 2013 Verliefd op Ibiza
- 2014 De overgave
- 2014 Dummie de Mummie
- 2017 Onze Jongens
- 2017 Gek van geluk
- 2018 De Film van Dylan Haegens
- 2019 Verliefd op Cuba
- 2024 Verliefd op Bali

### Reclame
- Grolsch
- Oxxio
- LG
- Milka
- Karwei
- VriendenLoterij
- Albert Heijn
- Ben
- De Telegraaf
- Bol.com Bulkweken
- Persgroep Week van de Krant
- Travelbags